# Verónica Linares
Verónica Linares Cotrina (Lima, 13 de junio de 1976) es una periodista peruana que ejerce como presentadora de noticias en América Televisión y como entrevistadora en YouTube.

## Biografía
Estudió Ciencias de la Comunicación en la Universidad Femenina del Sagrado Corazón, en donde obtuvo el grado de licenciada. Su carrera periodística empezó en 2000. Inició como reportera de 24 horas y Buenos días, Perú, en el canal de televisión Panamericana Televisión. Asimismo, en 2003 inició la conducción del noticiero matutino de América Televisión Un nuevo día. En 2004, este programa se renombra como Primera edición.
De 2003 a 2012, condujo la edición mediodía de América noticias, y de 2003 a 2004 también condujo la edición sabatina de América noticias. Además, de 2013 hasta 2021, junto con Mario Ghibellini, condujo el programa de análisis y entrevistas de Canal N, N portada.
En 2012, crea un blog llamado La Linares, en donde publicó diversos ámbitos de sus jornadas laborales, entrevistas con algunos personajes conocidos y también noticias del día a día del Perú y del mundo, y también desde 2021 formó su propio programa a través de su canal de YouTube llamado igual que su blog y hoy en día cuenta con alto reconocimiento. Su canal cogió popularidad recién en 2021, donde hasta el día de hoy realiza constantes entrevistas a varios famosos de la farándula y de la política, y en 2024 se anunció su inclusión a Canal N. Además su canal fue nominado a los Premios Luminy, organizados por Andy Merino.
En 2025, anunció que creará un nuevo programa de streaming. Contará con la participación de Federico Salazar, su compañero histórico en los programas informativos matutinos de América Televisión.

## Trabajos en televisión
- 24 horas (Panamericana Televisión, 2000-2003), reportera.
- Buenos días, Perú (Panamericana Televisión, 2000-2003), reportera
- Un nuevo día (América Televisión, 2003-2004), presentadora.
- América noticias: Edición mediodía (América Televisión, 2003-2012), presentadora.
- América noticias: Edición sabatina (América Televisión, 2003-2004), presentadora.
- América noticias: Primera edición (América Televisión, 2004-presente), presentadora.
- N portada (Canal N, 2013-2021), presentadora.